# Glenn Ochal
Glenn Ochal (* 1. März 1986 in Philadelphia) ist ein US-amerikanischer Ruderer.
Ochal begann 2001 mit dem Rudersport. 2003 nahm er im Doppelzweier an den Junioren-Weltmeisterschaften teil, 2005 und 2007 im Doppelvierer an den U23-Weltmeisterschaften, erreichte aber nie das A-Finale. 2009 ruderte er im Ruder-Weltcup und erreichte sowohl im Doppelzweier als auch im Doppelvierer einmal das A-Finale, bei den Weltmeisterschaften 2009 belegte er mit dem Doppelvierer den zwölften Platz. 2010 trat Ochal international mit Warren Anderson im Doppelzweier an, bei den Weltmeisterschaften belegten die beiden den siebten Platz. 2011 startete Ochal im Weltcup mit William Miller im Doppelzweier, bei den Weltmeisterschaften 2011 traten Samuel Stitt, Miller, Anderson und Ochal im Doppelvierer an und belegten den achten Platz.
2012 wechselte Ochal vom Skull- zum Riemenrudern. Bei den Olympischen Spielen 2012 gewann der Vierer ohne Steuermann mit Ochal, Henrik Rummel, Charlie Cole und Scott Gault die Bronzemedaille hinter den Briten und den Australiern. Nach einem Weltcupsieg mit dem Achter 2013 erreichte Ochal zusammen mit Charlie Cole im Zweier ohne Steuermann das Finale bei den Weltmeisterschaften 2014 und belegte den sechsten Platz. Ein Jahr später erreichte Ochal mit dem Vierer ohne Steuermann den siebten Platz bei den Weltmeisterschaften 2015. Bei den Olympischen Spielen 2016 saß Ochal im US-Achter und belegte den vierten Platz im olympischen Finale. 